# Ayres-Hayman
Ayres-Hayman en Ayres-Leyland zijn Britse historische merken van motorfietsen van dezelfde fabrikant.
De bedrijfsnaam was: Viaduct motor-Co., Manchester.
Ayres-Hayman begon in 1920 met de productie van onconventionele motorfietsen met een 688cc-Coventry Victor-zijklep-boxermotor. Het merk kwam al snel in financiële problemen en wellicht is dat de oorzaak van de naamsverandering naar "Ayres-Leyland". Misschien was er een nieuwe geldschieter gevonden in de persoon van Leyland, maar het mocht niet baten. Binnen een jaar verdween het merk van de markt.